# رومانستان

پرچم مردم رومانی، نماد ملی رومی‌ها

رومانیستان، روماستان یا رومانستان نام یک کشور پیشنهادی برای مردم کولی است.
در اوایل دهه ۱۹۵۰، رهبران رم برای ایجاد دولت خود از سازمان ملل متحد درخواست کردند، اما درخواست آنها رد شد. ایجاد چنین دولتی همچنین توسط رهبران حزب رومی در مقدونیه شمالی معروف به حزب برای رهایی کامل رومی‌ها در اوایل دهه ۱۹۹۰ در شوتو اوریزاری پیشنهاد شد.